# Campeonato Panamericano de Béisbol Sénior
El Campeonato Panamericano de Béisbol Sénior fue organizado por la Confederación Panamericana de Béisbol desde el año 1987 en Venezuela siendo campeón Cuba en esa primera edición, hasta 2010 siendo el último campeón República Dominicana. El más ganador fue Cuba con un total de 4 oros, 3 de ellos consecutivos entre 2002 y 2004. El torneo otorgó cupos a Juegos Panamericanos en cuatro ocasiones, Copa Mundial de Béisbol en cinco ocasiones y dos Juegos Olímpicos.

## Historial
| Año          | Sede        |                      | Medalla de oro | Medalla de plata           | Medalla de bronce                                          |  | Clasificatorio a: |
| 1987 Detalle | Venezuela   | Cuba                 | Puerto Rico    | Estados Unidos             |                                                            |  |                   |
| 1998 Detalle | Nicaragua   | Panamá               | Estados Unidos | Nicaragua                  | Panamericanos 1999                                         |  |                   |
| 2000 Detalle | Panamá      | Panamá               | Nicaragua      | República Dominicana       | Copa Mundial 2001                                          |  |                   |
| 2002 Detalle | México      | Cuba                 | México         | República Dominicana       | Panamericanos 2003                                         |  |                   |
| 2003 Detalle | Panamá      | Cuba                 | Canadá         | México                     | Juegos Olímpicos 2004                                      |  |                   |
| 2004 Detalle | Colombia    | Cuba                 | Colombia       | Panamá                     | Copa Mundial 2005                                          |  |                   |
| 2006 Detalle | Cuba        | Estados Unidos       | Cuba           | México                     | Juegos Olímpicos 2008 Panamericanos 2007 Copa Mundial 2007 |  |                   |
| 2008 Detalle | Venezuela   | Puerto Rico          | Nicaragua      | México                     | Copa Mundial 2009                                          |  |                   |
| 2010 Detalle | Puerto Rico | República Dominicana | Cuba           | Estados Unidos y Venezuela | Panamericanos 2011 Copa Mundial 2011                       |  |                   |

## Medallero
| #  | País                 |   |   |   | Total |
| -- | -------------------- | - | - | - | ----- |
| 1  | Cuba                 | 4 | 2 | 0 | 6     |
| 2  | Panamá               | 2 | 0 | 1 | 3     |
| 3  | Estados Unidos       | 1 | 2 | 2 | 5     |
| 4  | Puerto Rico          | 1 | 1 | 0 | 2     |
| 5  | República Dominicana | 1 | 0 | 2 | 3     |
| 6  | Nicaragua            | 0 | 2 | 1 | 3     |
| 7  | Canadá               | 0 | 1 | 0 | 1     |
| 8  | Colombia             | 0 | 1 | 0 | 1     |
| 9  | México               | 0 | 0 | 3 | 3     |
| 10 | Venezuela            | 0 | 0 | 1 | 1     |